# 西沟乡 (民和县)
西沟乡，是中华人民共和国青海省海东市民和回族土族自治县下辖的一个乡镇级行政单位。

## 行政区划
西沟乡下辖以下地区：
官地村、南垣村、马家河村、三方村、要先村、凉坪村、大滩村、西巷村、樊家滩村、复兴村、才丰沟村、瓦窑村、塔先村、山庄村、红崖子村、南方庄村、麻地沟村和张家庄村。